# David Mercer
David Mercer (Wakefield, 27 giugno 1928 – Haifa, 8 agosto 1980) è stato un drammaturgo e sceneggiatore britannico.
Esordì nel 1961, con la commedia Da dove iniziano le differenze, che ebbe un seguito con la trilogia La generazione (1964).
Autore di Ammazziamo Vivaldi (1968), nel 1965 sceneggiò Morgan matto da legare (Morgan: A Suitable Case for Treatment) di Karel Reisz.